# Albert Schorn
Albert Schorn es un deportista alemán que compitió en piragüismo en la modalidad de aguas tranquilas. Ganó la medalla de plata en el Campeonato Mundial de Piragüismo de 1938, en la prueba de K4 1000 m.

## Palmarés internacional
| Campeonato Mundial | Campeonato Mundial | Campeonato Mundial | Campeonato Mundial |
| Año                | Lugar              | Medalla            | Evento             |
| ------------------ | ------------------ | ------------------ | ------------------ |
| 1938               | Vaxholm (Suecia)   | Medalla de plata   | K4 1000 m          |